# Mayak
БФК «MAYAK» (МАЯК) — майбутній 32 поверховий хмарочос на 4 рівневому стилобаті у місті Дніпро. Хмарочос є яскравим доповненням до існуючих будівель ЖК «Башти» та ЖК Амфітеатр.

## Архітектурні особливості
Для комплексу розроблена унікальна підсвітка фахівцями Expolight, вона максимально розкриває концепцію MAYAK: спрямований вгору потік світла − висхідний рух, промінь надії, зв'язок із Всесвітом, єдиний для всієї країни посил − найзаповітніше бажання миру, спрямоване в космос.

## Будівництво
В липні 2021 року почалися земляні роботи.
В березні 2022 року на прилеглій ділянці було демонтовано металевий каркас виставкового центу, який був у занедбаному стані.
У грудні 2022 року завершено зведення стилобату в моноліті.
У березні 2023 почалося скління башти.
Станом на липень 2023 року зведено 24 поверхи і продовжується скління башти.